# Weertzen
Weertzen (plattdeutsch Wiertzen) ist eine Ortschaft im Landkreis Rotenburg (Wümme) in Niedersachsen. Die Ortschaft ist seit dem 1. März 1974 Teil der Gemeinde Heeslingen und liegt an der Oste.

## Geographie
Weertzen liegt auf der Stader Geest an der Oste, 4–5 km südöstlich vom Kernort Heeslingen. Nachbarorte sind Boitzen und Osterboitzen im Norden, Marschhorst und Langenfelde im Nordosten, Hanrade, Klein Meckelsen und Groß Meckelsen im Osten, Freyersen und Rüspel im Süden, Frankenbostel im Südwesten, Ahof und Adiek sowie Wiersdorf im Westen und Heeslingen und Osterheeslingen im Nordwesten.

### Ortsgliederung
Zur Ortschaft gehört neben Weertzen auch das zugeordnete Hanrade.

## Geschichte
Weertzen wurde am 17. März 986 als Uuiredeshusun erstmals urkundlich in einer Urkunde König Ottos III. vor, in der das Verhältnis zwischen dem Kloster Heeslingen und dem Erzbistum Bremen geregelt wurde.
Im Ersten Weltkrieg sind zehn Soldaten aus Weertzen gefallen oder werden vermisst und im Zweiten Weltkrieg 44.
Vor 1885 gehörte Weertzen zur Börde Heeslingen im Amt Zeven und nach 1885 zum Kreis Zeven. Dieser ging 1932 im Kreis Bremervörde auf. Dieser fusionierte wiederum 1977 mit dem alten Landkreis Rotenburg (Wümme) zum neuen Landkreis Rotenburg (Wümme), der bis heute besteht.

### Eingemeindung
1929 wurde der Nachbarort Freyersen nach Weertzen eingemeindet. Im Zuge der Gebietsreform ging die Gemeinde Weertzen zum 1. März 1974 in die Gemeinde Heeslingen auf.

### Einwohnerentwicklung
| Datum            | Einwohner            |
| ---------------- | -------------------- |
| 1793             | 7 Feuerstellen       |
| 1824             | 9 Feuerstellen       |
| 1848             | 87 Leute, 16 Häuser  |
| 1. Dezember 1871 | 166 Leute, 21 Häuser |
| 1. Dezember 1910 | 171                  |

### Religion
Weertzen ist evangelisch-lutherisch geprägt und gehört zum Kirchspiel der St.-Viti-Kirche in Heeslingen.
Für die (wenigen) Katholiken ist die Christ-König-Kirche in Zeven zuständig, die seit dem 1. November 2006 zur Kirchengemeinde Corpus Christi in Rotenburg (Wümme) gehört.

## Politik

### Ortsbeauftragter
Ortsbeauftragter ist Bernd Ehlen.

## Kultur, Sehenswürdigkeiten, Infrastruktur
Siehe Liste der Baudenkmale in Heeslingen
- Hofanlage Bahnhofstraße 12 mit Hauptgebäude von 1848 in Fachwerk  Scheune, Stall und Remise (alle um 1850)
- Wohn- und Wirtschaftsgebäude Im Dorf 30 von 1791 in Fachwerk
- Kriegerdenkmal für die Gefallenen beider Weltkriege an der Straße nach Heeslingen
- Ostehof in Weertzen: Borchers Hus von 1813

Vereine
- Freiwillige Feuerwehr
- Vfl Weertzen
- FC Rüspel-Weertzen
- Angelsportverein Weertzen
- Spielmannszug Weertzen

## Wirtschaft und Verkehr
Wirtschaft
Weertzen ist stark landwirtschaftlich geprägt, aber auch ein großes mittelständisches Unternehmen ist hier ansässig.
Verkehr
Weertzen liegt an der Landesstraße 142, die im Westen über Wiersdorf nach Zeven zur Bundesstraße 71 und im Südosten über Groß Meckelsen nach Sittensen und Tostedt führt. Die Kreisstraße 130 verbindet den Ort zudem mit Osterheeslingen und Heeslingen im Nordwesten sowie Freyersen und Rüspel im Süden.
Weertzen hat einen Haltepunkt an der nur noch im Güterverkehr betriebenen Bahnstrecke Wilstedt–Tostedt. Personenverkehr gab es hier von 1917 bis 1971. Die nächsten Personenbahnhöfe sind heute die Bahnhöfe in Scheeßel und Lauenbrück an der Bahnstrecke Hamburg–Bremen sowie der Bahnhof Harsefeld an der Bahnstrecke Bremerhaven–Buxtehude (alle über 20 km entfernt).